# Atala (Tampere)
Pour les articles homonymes, voir Atala.
Atala est un quartier de Tampere en Finlande.

## Description
Atala est un quartier du nord-est de Tampere. 
Ses quartiers voisins sont Leinola à l'est, Linnainmaa au sud et Tasanne au nord. 
A quelques kilomètres à l'est se trouve la frontière de Kangasala.
Atalaa est desservie à l'ouest par la valtatie 9 et au sud par la valtatie 12.

## Galerie

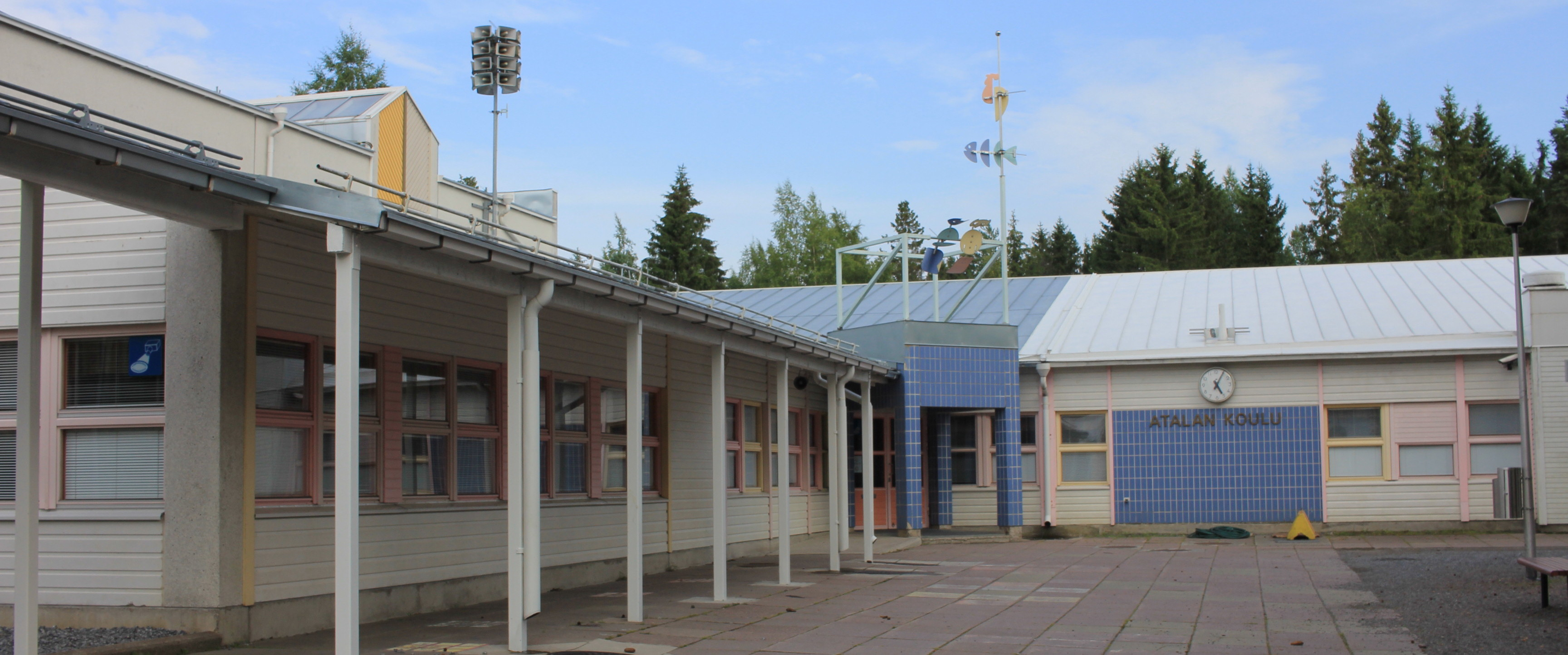
École d'Atala.